# Aff
Der Aff ist ein Fluss in Frankreich in der Region Bretagne. Er entspringt im Wald von Paimpont an der Gemeindegrenze von Paimpont und Campénéac unter dem Namen Ruisseau de la Touche Guérin, entwässert anfangs nach Osten, dreht dann auf Südost bis Süd und mündet nach rund 67 Kilometern an der Gemeindegrenze von Glénac und Bains-sur-Oust als linker Nebenfluss in den Fluss Oust. Einen Großteil seiner Strecke bildet er die Grenze zwischen den Départements Ille-et-Vilaine und Morbihan. Das Mündungsgebiet des Aff ist eine Moorlandschaft, in der sich ein Feucht-Biotop entwickelt hat. Hier können viele Wasser bewohnende Tierarten beobachtet werden.

## Orte am Fluss
(Reihenfolge in Fließrichtung)
- Guer
- La Gacilly
- Sixt-sur-Aff
- Glénac

## Schifffahrt
Ausgehend vom Canal de Nantes à Brest kann der Fluss Aff aufwärts bis zur Stadt La Gacilly mit Sport- und Hausbooten befahren werden.